# Dubplate
Die Dubplate oder Dubplatte ist eine spezielle Schallplatte, die u. a. von DJs verwendet wird und als Einzelstück oder in sehr geringen Stückzahlen gefertigt wird.
Ursprünglich gab es nur Lack-Dubplates. Diese Dubplate besteht aus einer dünnen Aluminiumplatte, die mit Acetat beschichtet ist, in welches das Audiomaterial geschnitten wird. Eine Lack-Dubplate hat im Vergleich zu einer gepressten Schallplatte eine sehr viel geringere Lebensdauer. Mittlerweile gibt es auch Vinyl-Dubplates. Sie sind echte langlebige Vinyl-Schallplatten, die sich bei professioneller Herstellung nicht von gepresstem Vinyl unterscheiden. Im Gegensatz zu Lack-Dubplates nutzt sich die Platte durch mehrfachen Gebrauch wesentlich weniger ab.

## Begriff
Der Name ist zusammengesetzt aus den Wörtern dub und plate (deutsch: Platte, Scheibe, Blech). Ein seltener gebrauchtes Synonym ist Softwax (deutsch: weiches Wachs). Die getrennt geschriebene Variante Dub Plate wird auch verwendet. Vor dem Aufkommen des Begriffs Dubplate sprach man von einem acetate oder Acetat bzw. Azetat.

## Anwendung
Mit einer Dubplate kann ein Musikproduzent einem DJ neue, bisher noch nicht veröffentlichte Musikstücke kurzfristig zur Verfügung stellen. Da DJs in bestimmten Musikgenres (z. B. Techno, Rap, Reggae oder Drum and Bass sowie in geringerem Rahmen auch Punkrock) viel mit Schallplatten arbeiten, kann der Produzent zu diesem Zweck weder eine CD-R noch ein DAT verwenden. Spielt der DJ die Dubplate in einem Club, kann der Produzent die klangliche Qualität unter Realbedingungen testen sowie den Erfolg beim Publikum beurteilen; vor allem im Techno-Sektor wird die Dubplate dabei vermehrt durch Digital Vinyl Systeme ersetzt. Die Herstellung einer Dubplate kostet je nach Hersteller und Größe zwischen 27 und 60 Euro und ist günstiger als das sehr aufwändige Pressen von regulären Schallplatten in einer solch geringen Stückzahl. Somit kann der Produzent das finanzielle Risiko minimieren.
Der Nachteil von Lack-Dubplates ist, dass sie sich nur eingeschränkt zum Scratchen eignen. Zum einen sind sie schwerer als Vinyl-Schallplatten und können somit auf der Slipmat des Plattenspielers nicht so leicht bewegt werden. Zum anderen wird die Beschichtung beim Scratchen sehr schnell zerstört. Aber auch beim normalen Abspielen leidet das sehr weiche Material, so dass eine Lack-Dubplate je nach Qualität der verwendeten Abtastnadel nach mehreren Abspielvorgängen deutlich schlechter klingt.
Vinyl-Dubplates (siehe Abschnitt Herstellung) eignen sich zum Scratchen und haben dieselbe Haltbarkeit und bei fachgerechter Herstellung auch dieselbe Qualität wie handelsübliche gepresste Schallplatten.

## Herstellung
Die Herstellung einer Dubplate bezeichnet man als Schneiden (englisch: to cut a dubplate), das Gerät zum Schneiden nennt man Cutter. Der Vorgang ist im Prinzip umgekehrt zum Abspielen einer Schallplatte. Die Dubplate liegt auf einer rotierenden Plattform, ähnlich einem Plattenspieler. Es gibt auch Dubplate-Cutter, die einfach auf einen handelsüblichen Plattenspieler aufgesetzt werden. Die Audiosignale bewegen eine Graviernadel aus Saphir. Bei einer Vinyl-Dubplate wird mittels eines Schneidediamanten die Rille in den Vinylrohling in horizontaler und vertikaler Richtung geschnitten. Das Resultat ist eine hochwertige, extrem haltbare und einzigartige Stereo-Vinylschallplatte. Der Vorgang des Schneidens erfolgt in Echtzeit entsprechend der Länge des Musikstücks.
Meistens werden Lack-Dubplates mit einem Durchmesser von 10 Zoll (EP-Format) gefertigt. Verwendet werden aber auch 12 Zoll (LP-Format) und 7 Zoll (Single-Format). Sie können entweder einseitig oder beidseitig bespielt sein. Vinyl-Dubplates können ebenfalls in allen gängigen Größen bzw. Formaten geschnitten werden.
Das Schneiden von Vinyl-Dubplates wird seit einiger Zeit als Alternative zu den azetatbeschichteten bzw. Lack-Dubplates angeboten bzw. Dubplate-Cutter können inzwischen beide Materialien schneiden (siehe auch: Vinylrecorder). Da diese geschnittenen Vinyl-Schallplatten (Vinyl-Dubplates) nicht wie reguläre Schallplatten gepresst werden, werden sie ebenso als Dubplate bezeichnet.
Die Kapazität einer Dubplate-Seite ist abhängig von der Drehzahl, dem Durchmesser der Schallplatte und der Lautstärke (siehe dazu Füllschriftverfahren). Mit 10-Zoll-Dubplates können im Schnitt zwischen 6 und 9 Minuten (bei 45 min−1) bzw. zwischen 9 und 12 Minuten (bei 33 ⅓ min−1) Musik pro Seite aufgezeichnet werden. Bei 12-Zoll-Dubplates liegen die Zeiten etwa bei 10 bis 12 Minuten (bei 45 min−1) und 13 bis 15 Minuten (bei 33 ⅓ min−1) pro Seite.

## Bedeutung in der Musikszene
Dubplates gelten in der Szene als Statussymbol, da sie meist exklusive Tracks enthalten, die nur ein DJ in seinen Sets spielt. Je ausgefallener die Dubplates des DJs sind, umso höher ist auch sein Ansehen aufgrund seiner Beziehungen zu wichtigen Produzenten, die ihm das Material zur Verfügung stellen.
Sehr weit verbreitet sind Dubplates bei Reggae-Soundsystems, die sich bekannte Stücke von bekannten Interpreten in abgeänderter Form einsingen lassen. Beim Text dieser geänderten Versionen wird das jeweilige Soundsystem vom Interpreten ausgiebig erwähnt und gepriesen. Insofern haben hier Dubplates noch einen erhöhten Statussymbol-Charakter und spielen vor allem in sog. Soundclashes eine entscheidende Rolle. Jamaikanische Reggae-Künstler verdienen mittlerweile einen wesentlichen Teil ihres Einkommens mit dem Einsingen von Dubplates.

## Bemerkungen
Dubplates sind nicht zu verwechseln mit
- Negativformen (Matrizen bzw. Master), welche zum Pressen von Vinylschallplatten verwendet werden;
- White Labels, welche gepresst werden und daher üblicherweise erst in einer späteren Phase des Veröffentlichungsprozesses zum Einsatz kommen.